# Newfoundland and Labrador Route 510
Newfoundland and Labrador Route 510, afgekort Route 510 of NL-510, is een 606 km lange provinciale weg van de Canadese provincie Newfoundland en Labrador. Route 510 is de zuidelijke helft van de Trans-Labrador Highway en staat ook bekend als de Labrador Coastal Drive. Route 510 is erkend als onderdeel van Canada's nationale wegennet.

## Traject
De weg begint nabij het zuidelijkste punt van de regio Labrador, aan de grens met de provincie Québec. Route 510 vat daar de facto aan als verlengde van de Québecse Route 138 die onder andere Blanc-Sablon met de provincie Newfoundland en Labrador verbindt.
Route 510 volgt dan de Labradorse zuidkust en passeert achtereenvolgens de plaatsen L'Anse-au-Clair (km 4), Forteau (km 14), L'Anse-au-Loup (km 27), Capstan Island (km 39), West St. Modeste (km 42), Pinware (km 46) en Red Bay (km 77). Daarna gaat de weg verder doorheen de binnenland om in het oosten bij Lodge Bay (km 155) opnieuw een zee-inham te bereiken.
Aan de dunbevolkte oostkust doet Route 510 nog twee andere gemeenten aan, namelijk Mary's Harbour (km 162) en Port Hope Simpson (km 212). Daarbij overbrugt de weg ook twee grote zee-inhammen.
De weg gaat daarna 394 km onafgebroken doorheen de ongerepte en onbewoonde Labradorse taiga. Er op dat tracé enkel de aftakking van provinciale route 516 op 106 km voorbij Port Hope Simpson. Deze splitsing te midden van de wildernis staat bekend als Cartwright Junction.
Voorbij Cartwright Junction is het nog 288 km tot aan de splitsing met Route 500, het noordelijk deel van de Trans-Labrador Highway, net buiten Happy Valley-Goose Bay. Langs dat laatste deel van het tracé overbrugt de weg meerdere rivieren, waaronder de Kenamu, de Traverspine en de Churchill.

## Galerij

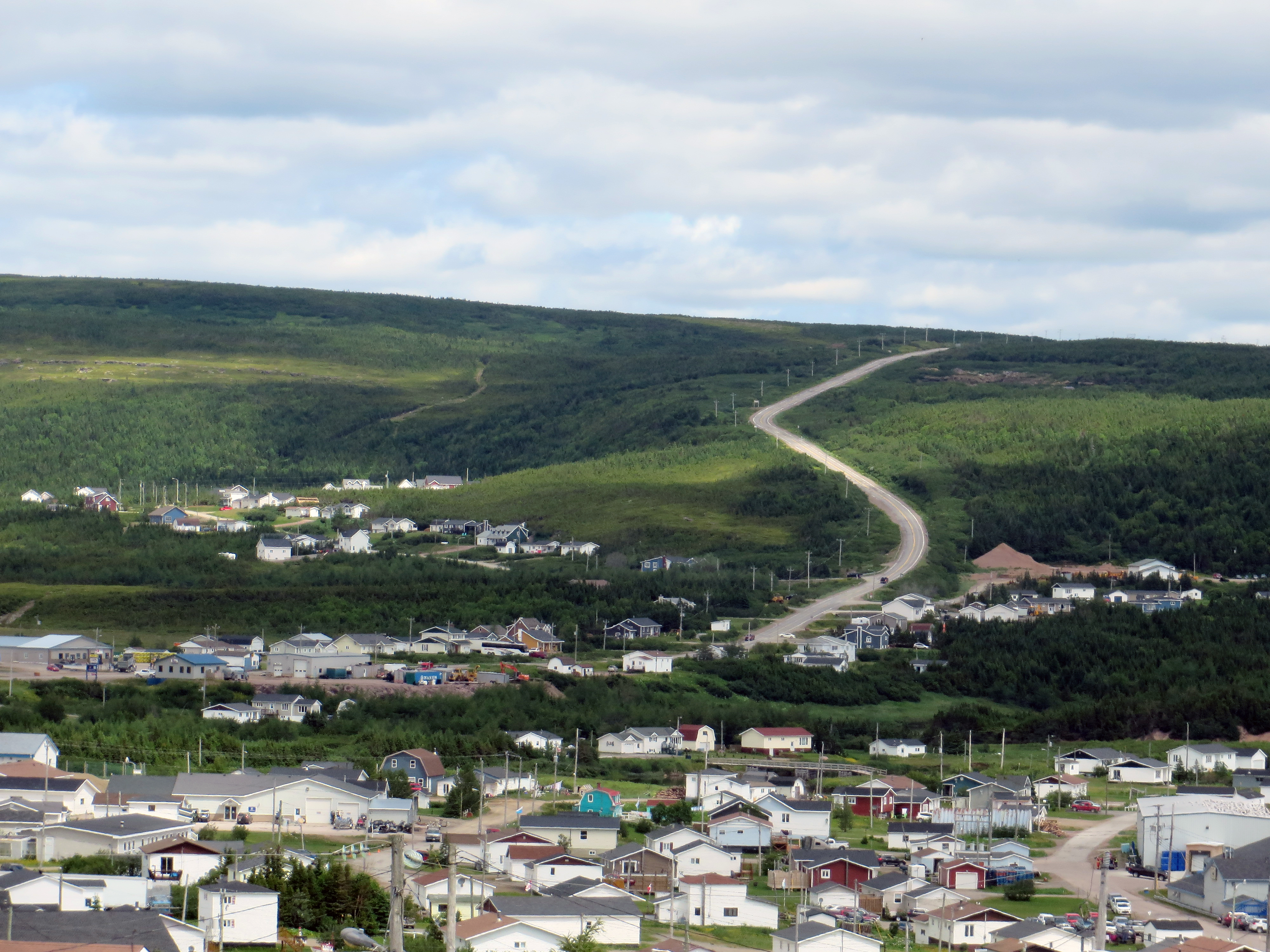
Route 510 tussen L'Anse-au-Loup en Pinware
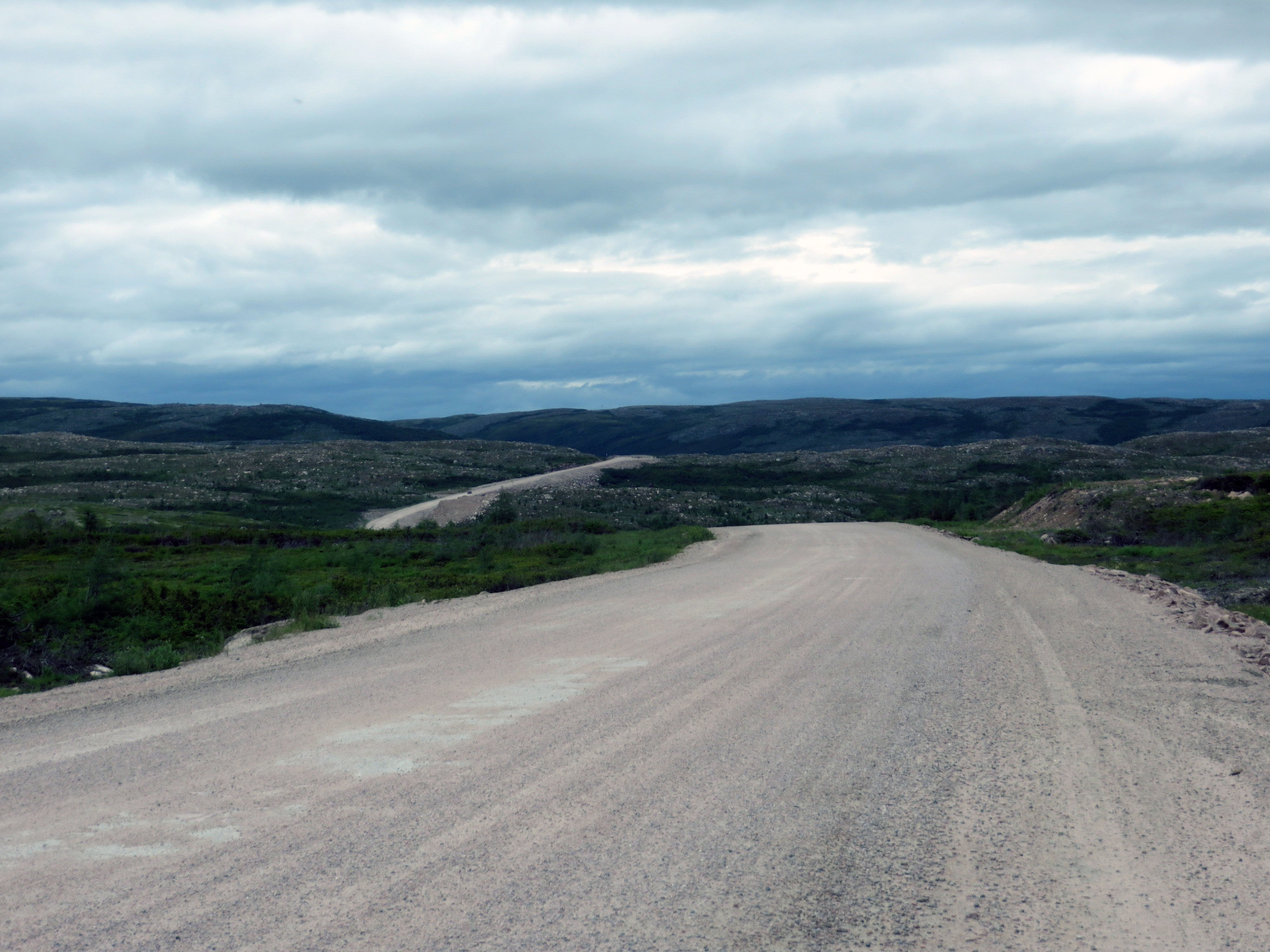
De route tussen Port Hope Simpson en Red Bay
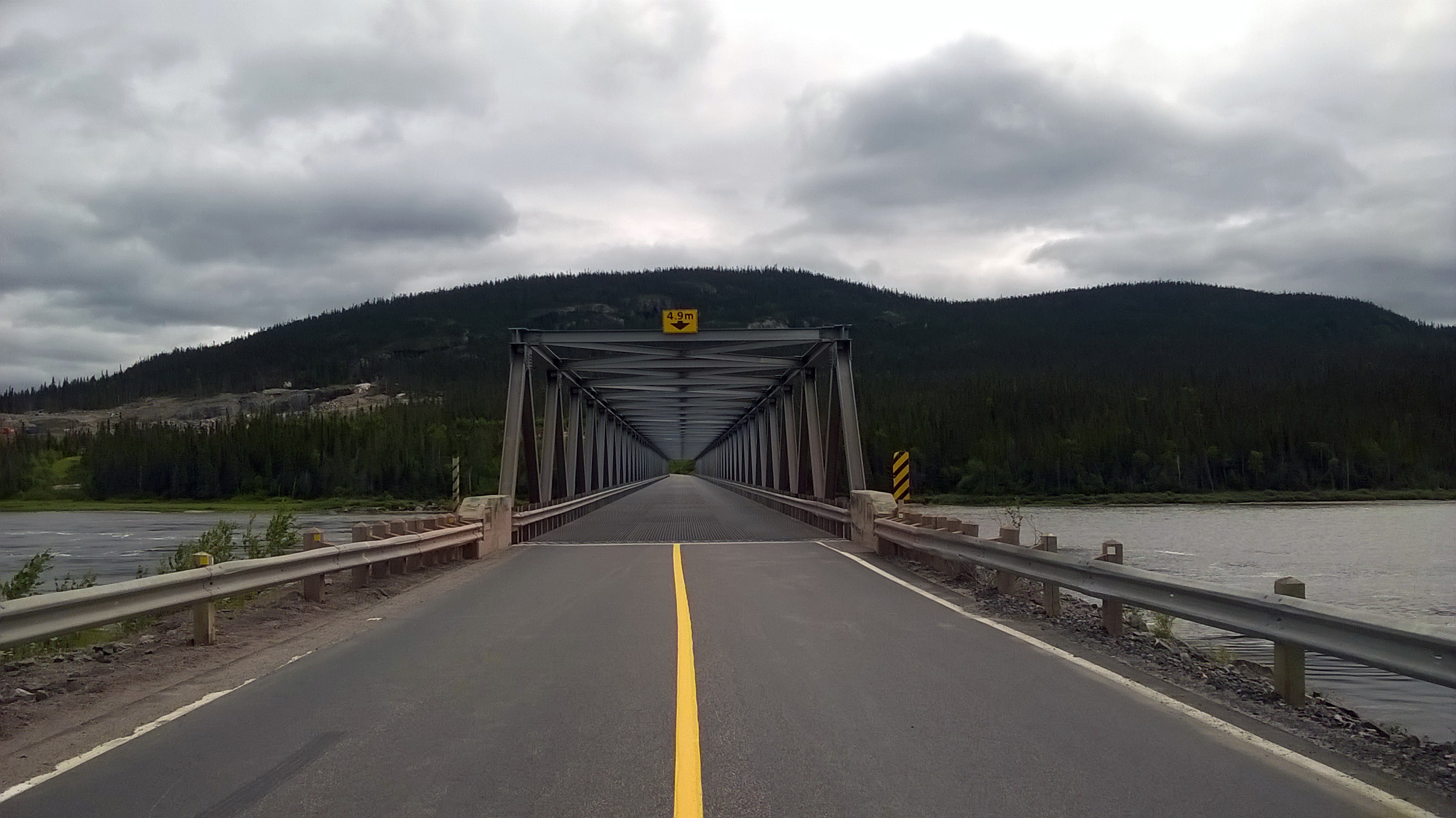
Brug over de Churchill

## Grensconflict
Een deel van Zuid-Labrador bestaat uit betwist gebied dat geclaimd wordt door de Québecse overheid. Dat gebied omvat ook drie korte stukken traject (van in totaal 25 km) van Route 510 die behoren tot het stroomgebied van de rivieren de Saint-Augustin en de Joir.